# هارب من الأيام (مسلسل)

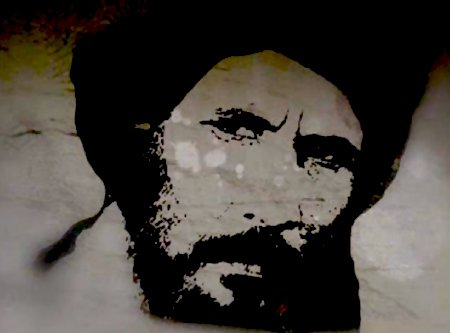
هارب من الأيام

هارب من الأيام مسلسل مصري ويعتبر من أهم المسلسلات التي مثلها الفنان الراحل عبد الله غيث في التلفزيون، وهي من تأليف الكاتب ثروت أباظة وإخراج نور الدمرداش، واشترك معه في المسلسل فنانين كبار نذكر منهم حسين رياض، توفيق الدقن، مديحة سالم، كمال ياسين، عادل المهيملي، محمود الحديني، محمود عزمي، علي الزرقاني.
والجدير بالذكر ان هذا المسلسل قد تم إنتاجه للسينما أيضا تحت نفس الاسم وبطولة الفنان فريد شوقي.

## وصلات خارجية
- صفحة العمل علي موقع قاعدة بيانات السينما العربية